# Horst Lademacher
Horst Walter Lademacher (ur. 13 lipca 1931 w Ründeroth) – niemiecki historyk i przewodniczący Zentrum für Niederlande-Studien na uniwersytecie w Münster. Bada przede wszystkim nowożytne dzieje Republiki Zjednoczonych Prowincji Niderlandów i Królestwa Holandii.
Studiował historię, językoznawstwo i literaturę niderlandzką oraz prawo konstytucyjne i międzynarodowe w Bonn i Münster. W 1957 obronił doktorat w Münster na podstawie rozprawy historycznej pt. "Stanowisko księcia Orańskiego jako gubernatora w Niderlandach w latach 1572-1584". W latach 1958-1962 pracował jako asystent naukowy w Międzynarodowym Instytucie Historii Społecznej w Amsterdamie, a następnie przez dwa lata jako urzędnik państwowy w ówczesnej Komisji EWG w Brukseli. W 1969 habilitację obronił w Bonn pracą pt. "Neutralność Belgii jako problem polityki europejskiej 1830-1914". W 1971 objął stanowisko wykładowcy uniwersyteckiego w Saarbrücken, a w 1972 objął katedrę historii nowożytnej na Wolnym Uniwersytecie w Amsterdamie. W 1979 powrócił do Niemiec i objął stanowisko profesora historii nowożytnej i współczesnej na Uniwersytecie w Kassel. W 1990 został dyrektorem naukowym nowo utworzonego Centrum Studiów Niderlandzkich na Uniwersytecie w Münster. W 2000 przeszedł na emeryturę. W 1996 został odznaczony przez królową Holandii Oficerem Orderu Oranje-Nassau.

## Wybrane dzieła
- Geschichte der Niederlande: Politik – Verfassung – Wirtschaft. Wissenschaftliche Buchgesellschaft, Darmstadt 1983, ISBN 3-534-07082-8.
- Die Niederlande: Politische Kultur zwischen Individualität und Anpassung. Propyläen Verlag, Berlin 1993, ISBN 3-549-05220-0.
- Grenzüberschreitungen. Mein Weg zur Geschichtswissenschaft. Erinnerungen und Erfahrungen. Waxmann Verlag, Münster u.a. 2012, ISBN 3-8309-2630-8.